# Lou Reed (album)
Lou Reed je první sólové studiové album amerického kytaristy a zpěváka Lou Reeda. Vydalo jej v dubnu roku 1972 hudební vydavatelství RCA Records. Reed v roce 1970 opustil skupinu The Velvet Underground a následně se stáhl a hudbě se nevěnoval. Koncem roku 1971 začal nahrávat své první sólové album, jehož produkce se ujal Richard Robinson. V době příprav se mluvilo o tom, že by album mohl produkovat John Cale, Reedův dřívější spoluhráč ze skupiny The Velvet Underground. Toto však nakonec uskutečněno nebylo. V žebříčku Billboard 200 se album umístilo na 189. příčce.

## Seznam skladeb
| Pořadí | Název               | Autor                                                 | Délka |
| ------ | ------------------- | ----------------------------------------------------- | ----- |
| 1.     | I Can't Stand It    | Lou Reed                                              | 2:37  |
| 2.     | Going Down          | Reed                                                  | 2:57  |
| 3.     | Walk and Talk It    | Reed                                                  | 3:40  |
| 4.     | Lisa Says           | Reed                                                  | 5:34  |
| 5.     | Berlin              | Reed                                                  | 5:16  |
| 6.     | I Love You          | Reed                                                  | 2:21  |
| 7.     | Wild Child          | Reed                                                  | 4:41  |
| 8.     | Love Makes You Feel | Reed                                                  | 3:13  |
| 9.     | Ride into the Sun   | Reed, John Cale, Sterling Morrison, Maureen Tuckerová | 3:16  |
| 10.    | Ocean               | Reed                                                  | 5:06  |

## Obsazení
- Lou Reed – kytara, klávesy, zpěv
- Clem Cattini – perkuse
- Helene Francois – doprovodný zpěv
- Kay Garner – doprovodný zpěv
- Steve Howe – kytara
- Les Hurdle – baskytara
- Paul Keogh – kytara, akustická kytara
- Brian Odgers – baskytara
- Caleb Quaye – kytara, akustická kytara, piáno
- Rick Wakeman – piáno, klávesy